# Fritz Lenz
Fritz Gottlieb Karl Lenz (* 9. März 1887 in Pflugrade; Kreis Naugard, Pommern; † 6. Juli 1976 in Göttingen) war ein deutscher Mediziner und Hygieniker, Anthropologe, Humangenetiker und Eugeniker. In der Zeit der Weimarer Republik und im nationalsozialistischen Deutschen Reich war er einer der führenden Rassenhygieniker.

## Leben
Fritz Lenz entstammte einer Familie mit einer langen landwirtschaftlichen Tradition in Pommern. Im Alter von sieben Jahren zog er zu Verwandten nach Stettin. Am dortigen Schiller-Realgymnasium legte er 1905 das Abitur ab.
Lenz nahm ein Medizinstudium an der Universität Berlin auf, nach einem Semester wechselte er an die Universität Freiburg. Über sein Studienfach hinaus beschäftigte er sich mit Fragen der Anthropologie und Philosophie. In Freiburg wurde Lenz ein Schüler Eugen Fischers. Zusammen mit seinem Lehrer trat er 1909 als cand. med. und als Schriftführer der Ortsgruppe der Internationalen Gesellschaft für Rassenhygiene bei. Dort lernte er Alfred Ploetz kennen und wurde sein Schüler. In Freiburg legte er 1912 das medizinische Staatsexamen ab. Im gleichen Jahr wurde er bei Ludwig Aschoff mit der Arbeit Über die krankhaften Erbanlagen des Mannes und die Bestimmung des Geschlechts beim Menschen promoviert.
Über die rassenhygienische Gesellschaft lernte Lenz neben Alfred Ploetz auch Max von Gruber, den Direktor des Hygienischen Instituts in München, kennen. Ploetz und Gruber überzeugten Lenz, nach München umzusiedeln. Von Gruber bot ihm 1913 eine Gastassistentenstelle an seinem Institut an, und von Ploetz übernahm er 1913 (bis 1933) die Herausgabe der Zeitschrift Archiv für Rassen- und Gesellschafts-Biologie (ARGB). Während des Ersten Weltkrieges arbeitete Lenz als Hygieniker im Gefangenenlager Puchheim und wohnte in Eichenau. Im Jahre 1919 wurde Lenz im Fach Hygiene bei Max von Gruber an der Universität München habilitiert mit der Arbeit Erfahrungen über Erblichkeit und Entartung an Schmetterlingen. Die Schmetterlinge dafür fand er in der Umgebung von Eichenau.
In einem Chemiekurs in München lernte er seine erste Frau Emmy Weitz kennen, die Schwester des Internisten und Rassenhygienikers Wilhelm Weitz. Nach der Heirat 1915 zog die Familie 1919 nach Herrsching am Ammersee. Aus dieser Ehe gingen drei Söhne hervor.
Hanfried (1916–2013) wurde Professor für Mathematik an der Freien Universität in Berlin.
Widukind (1919–1995) war ebenfalls Humangenetiker; er formulierte als erster öffentlich den Zusammenhang zwischen dem Wirkstoff Thalidomid im Medikament Contergan und den Missbildungen nach Einnahme des Mittels durch Schwangere und wurde durch sein Engagement bei der Aufklärung des Contergan-Skandals bekannt.
Friedrich (1922–2014) wurde Professor für Angewandte Physik an der Universität Tübingen.
1928 starb seine Frau Emmy an einer Blutvergiftung. 1929 heiratete Fritz Lenz seine zweite Frau Kara, geborene von Borries (1901–2006). Aus dieser Ehe stammen zwei weitere Kinder:
Reimar (1931–2014) und Uta (* 1934).
1921 veröffentlichte er zusammen mit Eugen Fischer und Erwin Baur „das einflussreiche, von Hitler in der Festungshaft in Landsberg in Mein Kampf eingearbeitete Standardwerk“ (Brocke) Grundriss der menschlichen Erblichkeitslehre und Rassenhygiene. Lenz, Baur und Fischer lagen mit dieser Schrift durchaus im Trend einer bereits bestehenden eugenischen Bewegung, die Resonanz in allen politischen Lagern der Weimarer Republik von der Linken bis zur extremen Rechten fand. Das Menetekel des durch Kriegsverlust und Geburtenrückgang drohenden Aussterben des deutschen Volkes sowie das Schreckgespenst drohender Entartung durch die Zunahme sogenannter Keimgifte wie Alkohol, durch Tuberkulose und Syphilis als Folgen zunehmender Verelendung durch Krieg und Wirtschaftskrisen wurde allgemein anerkannt. 1923 wurde Fritz Lenz als Extraordinarius und Institutsleiter auf den ersten Lehrstuhl für Rassenhygiene in Deutschland an der Universität München berufen. 1931 forderte er, das „untüchtigste Drittel der Bevölkerung“ zu sterilisieren.
Nach der „Machtergreifung“ der Nationalsozialisten gehörte er zu den Unterzeichnern eines Aufrufs im Völkischen Beobachter vom 3. Mai 1933: „Elf Münchner Hochschullehrer stellen sich hinter Adolf Hitler“. Im selben Jahr übernahm Lenz an der Universität Berlin den von Alfred Grotjahn begründeten Lehrstuhl für Sozialhygiene. Im Oktober 1933 wurde er Direktor der Abteilung Eugenik am Dahlemer Kaiser-Wilhelm-Institut für Anthropologie als Nachfolger von Hermann Muckermann, der sein Amt aus politischen Gründen verlor, und gleichzeitig Ordinarius für Rassenhygiene und Leiter des Instituts für Rassenhygiene an der Universität Berlin. 1942 wurde ein Schüler seines Schwagers Wilhelm Weitz, Otmar von Verschuer, Direktor des Kaiser-Wilhelm-Instituts; ab dieser Zeit war die Abteilung von Lenz weitgehend unabhängig im Institutsverband. Horst Geyer wurde 1935 einziger Assistent von Lenz. Im Jahr 1934 wurde er zum Mitglied der Leopoldina gewählt.
Ab Mai 1933 war Lenz Mitglied im „Sachverständigenbeirat für Bevölkerungs- und Rassenpolitik beim Reichsinnenminister“. Der Sachverständigenbeirat war 1933 an der Formulierung des „Gesetzes zur Verhütung erbkranken Nachwuchses“ beteiligt, das Zwangssterilisationen vorsah. Ab 1935 wurde im Sachverständigenbeirat die Sterilisation der sogenannten „Rheinlandbastarde“ diskutiert und organisiert; eine Maßnahme, die auch nach damaliger Rechtslage illegal war. Zum 1. Mai 1937 trat Lenz der NSDAP bei (Mitgliedsnummer 3.933.993); am 20. Februar 1940 dem Nationalsozialistischen Deutschen Ärztebund. 1939 wurde er Mitglied der American Eugenics Society. Im Oktober 1940 war Lenz an den Beratungen zu einem „Euthanasiegesetz“ beteiligt. Das Gesetz war eine Initiative von Ärzten, die zeitgleich an den Krankenmorden in der Zeit des Nationalsozialismus, nach 1945 als Aktion T4 bekannt, beteiligt waren. Diesen Ärzten reichte die bisherige Ermächtigung durch Hitler nicht aus. Hitler lehnte es jedoch aus außenpolitischen Gründen ab, vor Kriegsende ein entsprechendes Gesetz zu erlassen. Lenz war zudem der Autor zweier Denkschriften, über die sich Himmler im Frühjahr 1941 zwar positiv äußerte, aber erklärte, sie ließen sich im Krieg nicht realisieren.
Nach Informationen von Sohn Reimar versuchte Fritz ihn von den Aufmärschen der Pimpfe des Deutschen Jungvolks freistellen zu lassen. Als Reimar wegen seiner guten Schulleistungen in eine Nationalpolitische Erziehungsanstalt eintreten sollte, besorgten die Eltern Atteste, mit denen dies verhindert wurde. Reimar durfte im nahegelegenen Haus seines Freundes Justus Alenfeld verkehren, einem Kind aus einer „privilegierten Mischehe“, und Mutter Kara lud den Freund ebenfalls ein. Mit Frau Alenfeld besuchte sie auch die Paulus-Gemeinde in Berlin-Zehlendorf, wo der antinazistische Pfarrer Dilschneider predigte.
In den letzten Kriegsjahren zog Lenz sich zunehmend zurück, wurde aber 1944 wissenschaftlicher Beirat des Generalkommissars für das Sanitäts- und Gesundheitswesen Karl Brandt. Im Winter 1944 ließ sich Lenz wegen depressiver Verstimmung beurlauben. Zur „Erholung“ setzte er sich aus Berlin nach Westfalen zu Verwandten seiner Frau ab; eine Rückkehr nach Berlin hatte er offenbar nicht mehr geplant. Von dort aus nahm er noch im Winter 1944/45 Kontakt zur Westfälischen Wilhelms-Universität in Münster auf und hielt dort im März 1945 eine Vorlesung. Weil sich die Hoffnungen auf Übernahme in die Medizinische Fakultät in Münster und einen Lehrstuhl nicht zu erfüllen schienen, bemühte er sich schließlich um eine Professur an der Universität Göttingen. In seinem Entnazifizierungsbescheid von 1949 wurde er als „entlastet“ eingestuft.
Lenz wurde hinsichtlich seines Verhaltens im Nationalsozialismus zugutegehalten, dass er sich „nicht offen politisch geäußert hätte“. Er sagte auf Nachfragen, dass ihm das Schicksal der ermordeten Juden sehr leid tue. Die Möglichkeit einer Höherselektierung der menschlichen Rassen hielt er dessen ungeachtet auch nach 1945 für wissenschaftlich erwiesen. So schrieb er 1951 an Hans Nachtsheim: „Ich habe Sympathie auch für die Schimpansen und Gorillas, und es tut mir sehr leid, daß sie dem Aussterben entgegensehen wie so viele andere Tierarten und auch sogenannte Naturvölker. Mir ist auch das Schicksal, das Millionen von Juden betroffen hat, sehr schmerzlich; aber das alles darf uns doch nicht bestimmen, biologische Fragen anders als rein sachlich zu betrachten“.
Ab 1946 war Lenz außerordentlicher, ab 1952 ordentlicher Professor für „Menschliche Erblehre“ in Göttingen. Schwerpunkte seines wissenschaftlichen Interesses waren hier die Methodik erbbiologischer Vaterschaftsgutachten sowie die Physiologie und Genetik der Farbwahrnehmung. 1955 erfolgte die Pensionierung, 1961 die nachträgliche Emeritierung. Lenz lebte bis zu seinem Tode zurückgezogen in Göttingen. Er starb im Alter von 89 Jahren an Herzversagen.

## Wirken

### Rassenhygiene
Lenz definierte „Rasse“ als den „Inbegriff der Erbanlagen“; Gruppen von Menschen, deren Erbanlagen untereinander ähnlich waren, nannte er eine Rasse. Äußerlichen Unterschieden wie Haar- oder Augenfarbe maß er dabei geringere Bedeutung bei als unsichtbaren Merkmalen, von ihm „seelische Rassenunterschiede“ genannt. Lenz ging nicht nur von einer Ungleichheit, sondern auch von einer Ungleichwertigkeit der Rassen aus, die für ihn weder beweisbar noch widerlegbar war. Die menschlichen Rassen teilte er in vier Gruppen ein: Auf unterster Stufe standen für ihn dabei Steinzeitkulturen wie die Wedda in Sri Lanka oder die Aborigines in Australien. Auf einer höheren Entwicklungsstufe sah er „Neger“, die er für weniger intelligent als „Weiße“ hielt. Auf einer dritten Stufe standen für ihn sogenannte mongolide Rassen, zu denen er auch mediterrane, orientalische und vorderasiatische Rassen zählte. Dieser Gruppe ordnete Lenz auch die überwiegende Zahl der Juden zu. An höchster Stelle sah er die nordische Rasse, die für ihn der alleinige Schöpfer der abendländischen Kultur war. Die Entwicklung der Kultur im antiken Griechenland war für Lenz die Folge der Einwanderung von Angehörigen der nordischen Rasse. Die Deutschen zählte er überwiegend zur nordischen Rasse.
Intelligenz hielt Lenz für erblich. Er ging davon aus, dass soziale Unterschiede die Folge unterschiedlicher Erbanlagen seien und nicht durch soziale Ungerechtigkeiten erklärbar waren. Dementsprechend sah er Vertreter der nordischen Rasse gehäuft in der Oberschicht auftreten, während in der Unterschicht vorwiegend „primitive Rassenelemente“ vertreten seien. Seiner Meinung existierte ein „Typus des Verbrechers“, der Merkmale wie „vorspringende, massige Kiefer“ und „fliehende Stirn“ aufwies und an den Neandertaler erinnern würde. Für Lenz war die Gefahr einer schnellen Entartung der nordischen Rasse durch die sogenannte „Gegenauslese“ gegeben: Durch die höhere Kinderzahl unterer sozialer Schichten sah er das von ihm als „hochwertig“ definierte Erbgut in Gefahr. Generell hielt er die natürliche, mitleidlose Auslese für durch die modernen Umweltbedingungen gestört, beispielsweise durch die Fortschritte in der Medizin.
Gesundheit definierte Lenz bezogen auf die Rasse, nicht allein auf das Individuum. So betrachtet war Kinderlosigkeit eine Krankheit, weil sie den Fortbestand der Rasse gefährdete. Gesund waren für ihn Menschen, die an die Anforderungen ihrer Umwelt gut angepasst waren.
Bei der praktischen Umsetzung seiner rassenhygienischen Vorstellungen standen für Lenz die „positiven“ rassenhygienischen Maßnahmen im Vordergrund, die die Fortpflanzung der „Hochwertigen“ begünstigen sollten. Auslese funktioniere nach seiner Meinung dann am besten, wenn es eine hohe Kinderzahl und eine rasche Abfolge von Generationen gebe. Bezüglich der Durchführung „rassenhygienischer Reformen“ sprach sich Lenz für die Verwendung des Wortes „Rassenhygiene“ statt „Eugenik“ aus. Zentrale Bedeutung hatten für ihn Ehe und Familie; dabei unterschieden sich für Lenz Mann und Frau stärker als die verschiedenen Rassen. Die Bestimmung der Frau sah er in der Rolle als Ehefrau und Mutter, dementsprechend lehnte er die Frauenemanzipation ab und bekämpfte Frauenstimmrecht, Frauenstudium, Frauensport und die Berufstätigkeit der Frau. Uneheliche Kinder wollte Lenz rechtlich nicht gleichgestellt wissen; uneheliche Geburten waren für ihn ein Anzeichen für die „Minderwertigkeit“ insbesondere der Mütter. Lenz setzte sich für eine Erziehungsreform ein, er wollte dabei Hochbegabte fördern und strebte eine rassenhygienische Grundausbildung nicht nur für Mediziner an. Familien mit Kindern sollten steuerlich begünstigt werden; er wollte dabei keine allgemeinen Zuschüsse für Kinder, sondern nur für die aus rassenhygienischer Sicht erwünschten aus den oberen Gesellschaftsschichten. Eine besondere Förderung sollte das Bauerntum erhalten, das Lenz als „Quelle unserer Volkes- und Rassenkraft“ ansah und das durch deutsche Siedlungen im Osten, insbesondere im Baltikum, gefördert werden sollte.
Weniger Bedeutung maß Lenz „negativen“ rassenhygienischen Maßnahmen bei, die die „Minderwertigen“ an der Fortpflanzung hindern sollten. Lenz befürwortete die Sterilisation der „Minderwertigen“, deren Anteil an der Bevölkerung in unterschiedlichen Publikationen auf 10 % oder ein Drittel schätzte. Zwangssterilisationen lehnte er ab, da seiner Ansicht nach die öffentliche Meinung hierfür noch nicht reif oder einsichtig genug sei. Der Tötung „lebensunwerten Lebens“, wie sie in der nationalsozialistischen „Euthanasie“ praktiziert wurde, maß Lenz keine große Bedeutung bei, da dieser Personenkreis nicht zur Fortpflanzung komme. Zudem hielt er die Achtung vor dem individuellen Leben für eine wesentliche Grundlage der sozialen Ordnung. Lenz befürwortete allerdings die „Euthanasie“ von schwer erbkranken Kindern rezessiver Erbanlageträger, um den Eltern die Möglichkeit zu geben, weitere, gesunde Kinder aufzuziehen.

### Nationalsozialismus
Mit Lenz erhielt die Rassenhygiene eine politische Dimension eindeutig nationalsozialistischer Prägung. Bereits 1931 setzte Lenz den Nationalsozialismus mit „angewandter Biologie“ gleich. 1932 konstatierte Lenz: „Die Staatsidee des Fascismus hat ohnehin eine Wesensverwandtschaft mit der rassenhygienischen Idee. Während die liberale Staatsauffassung und im Grunde auch die sozialdemokratische auf der individualistischen Weltanschauung beruhten, erkennt der Fascismus keinen Eigenwert des Individuums an.“
Die Affinität von Lenz zu proto-nationalsozialistischen Vorstellungen entwickelte sich sehr früh und in Zusammenhang mit seinen Tätigkeiten für die „Deutsche Gesellschaft für Rassenhygiene“. So engagierte er sich in dem von Alfred Ploetz 1907 innerhalb der Gesellschaft gegründeten Geheimorganisation „Ring der Norda“, die als Ziel eine „Verbesserung der Nordischen Rasse“ anstrebte.
Lenz untersuchte mit besonderem Interesse die Gebiete der Vererbung menschlicher Krankheiten, sogenannter Erbkrankheiten, sowie Fragen der Gesundhaltung des menschlichen Erbgutes, die Erbgesundheitslehre. Die Ergebnisse publizierte er 1921 und 1932 zusammen mit Erwin Baur und Eugen Fischer in seinem zweibändigen Hauptwerk: Menschliche Erblichkeitslehre und Rassenhygiene. Band I des Werkes erschien in der vierten Auflage, 1936, unter dem Titel Menschliche Erblehre. Es wurde das Standardwerk der Rassenhygiene und menschlichen Erblehre und wurde kurz BFL oder Baur-Fischer-Lenz genannt. So formulierte Lenz 1936 in Bezug auf die Juden im Baur-Fischer-Lenz Band I beispielsweise: „Ein Lebewesen gedeiht besser ohne Parasiten.“ Der Baur-Fischer-Lenz blieb bis in die 1970er Jahre Prüfungsliteratur.
Mit diesem Werk und der 1933 publizierten Schrift Die Rasse als Wertprinzip (Nachdruck der Schrift Zur Erneuerung der Ethik aus der pangermanischen Zeitschrift Deutschlands Erneuerung von 1917) bot Lenz und neben ihm Kollegen wie Eugen Fischer und Ernst Rüdin den Nationalsozialisten eine naturwissenschaftlich-darwinistisch begründete Rechtfertigung für die sogenannte Ausmerze „lebensunwerten Lebens“. In der Einleitung zu Die Rasse als Wertprinzip schrieb Lenz, dass sie „alle Grundzüge der Weltanschauung des Nationalsozialismus“ enthalte und „zur Vorbereitung der nationalsozialistischen Weltanschauung beitragen“ soll.
Die Rezeption des Standardwerkes Baur-Fischer-Lenz durch Hitler in Mein Kampf kommentierte Lenz 1931 mit den Worten: „Jedenfalls hat er [Hitler] die wesentlichen Gedanken der Rassenhygiene und ihre Bedeutung mit großer geistiger Empfänglichkeit und Energie sich zu Eigen gemacht, während die meisten akademischen Autoritäten diesen Fragen noch ziemlich verständnislos gegenüberstehen.“
Für den Humangenetiker Lenz war in der „Rassenfrage“ die Verbindung von Rasse und Seele das eigentlich Wesentliche. So rechtfertigt er in diesem Zusammenhang die Nürnberger Gesetze von 1935: „Wichtiger als die äußeren Merkmale ist die abstammungsmäßige Herkunft eines Menschen für seine Beurteilung. Ein blonder Jude ist auch ein Jude. Ja, es gibt Juden, die die meisten äußeren Merkmale der nordischen Rasse haben und die doch von jüdischer Wesensart sind. Die Gesetzgebung des nationalsozialistischen Staates definiert einen Juden daher mit Recht nicht nach äußeren Rassenmerkmalen, sondern nach der Abstammung“. Im Baur-Fischer-Lenz schrieb er ferner, die Erbanlagen der Juden seien „weniger auf Beherrschung und Ausnützung der Natur als auf Beherrschung und Ausnützung der Menschen“ gerichtet, da sie es verstünden, „sich in die Seele anderer Menschen zu versetzen und sie nach ihrem Willen zu lenken“.

## Publikationen (Auswahl)

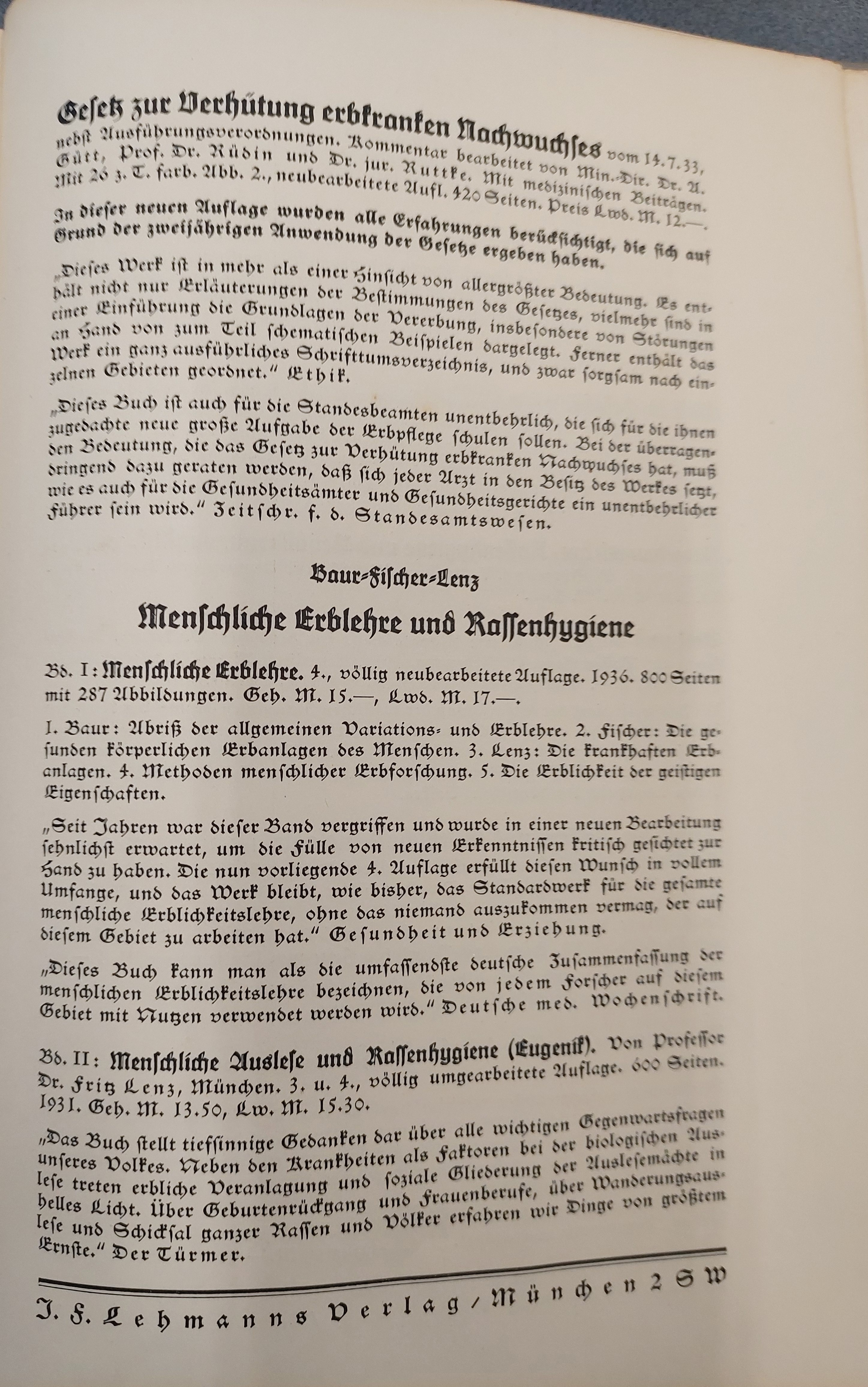
Menschliche Erblehre und Rassenhygiene (1936)

- Über die krankhaften Erbanlagen des Mannes und die Bestimmung des Geschlechts beim Menschen: Untersuchungen über somatische und idioplasmatische Korrelation zwischen Geschlecht und pathologischer Anlage mit besonderer Berücksichtigung der Hämophilie. Gustav Fischer, Jena 1912.
- Zum Begriff der Rassenhygiene und seine Benennung. In: Archiv für Rassen- und Gesellschafts-Biologie. (ARGB). Bd. 11, 1914–1915, S. 445–448-
- Deutsche Gesellschaft für Bevölkerungspolitik. In: ARGB. Bd. 11, 1914–1915, S. 555–557.
- Rassenhygienische Bevölkerungspolitik. In: Deutsche Politik. Bd. 1. 1916, S. 1658–1668.
- Bevölkerungspolitik und „Mutterschutz“. In: ARGB Bd. 12, S. 345–348, 1916–1918
- Vorschläge zur Bevölkerungspolitik mit besonderer Berücksichtigung der Wirtschaftslage nach dem Kriege. In: ARGB Bd. 12, S. 440–468, 1916–1918
- Zur Erneuerung der Ethik. Deutschlands Erneuerung 1, S. 35–56, 1917–1933, neu aufgelegt unter Die Rasse als Wertprinzip. Zur Erneuerung der Ethik.
- Überblick über die Rassenhygiene. Jahreskurse für ärztliche Fortbildung 8, S. 16–50, 1917
- Einführung in die Rassehygiene von W. Schallmayer. In: Münchener Medizinische Wochenschrift Bd. 64, S. 554., 1917
- Wilhelm Schallmayer. In: Münchener Medizinische Wochenschrift 66, S. 1294–1296, 1919
- mit Erwin Baur und Fritz Lenz:
  - Erwin Baur, Eugen Fischer, Fritz Lenz: Grundriß der menschlichen Erblichkeitslehre und Rassenhygiene - Band 1 - Menschliche Erblichkeitslehre. 1. Aufl. München : Lehmann 1921
  - Erwin Baur, Eugen Fischer, Fritz Lenz: Grundriß der menschlichen Erblichkeitslehre und Rassenhygiene - Band 1 - Menschliche Erblichkeitslehre. 2. Aufl. München : Lehmann 1923
  - Fritz Lenz: Grundriß der menschlichen Erblichkeitslehre und Rassenhygiene - Band 2 - Menschliche Auslese und Rassenhygiene 1. Auflage München : Lehmann 1921
  - Fritz Lenz: Grundriß der menschlichen Erblichkeitslehre und Rassenhygiene - Band 2 - Menschliche Auslese und Rassenhygiene 2. Auflage München : Lehmann 1923
  - 4. Aufl. 1936
  - erstes deutsches Lehrbuch für Rassenhygiene und Standardwerk der Zeit als sogenannter Baur-Fischer-Lenz
  - In späteren Auflagen bis 1936: Menschliche Erblehre und Rassenhygiene
- Menschliche Auslese und Rassenhygiene, J. F. Lehmanns Verlag, München 1921 Archive
- mit Erwin Baur und Eugen Fischer: Grundriß der menschlichen Erblehre und Rassenhygiene. Lehmann, München 1921; 2. Auflage ebenda 1936
- Besprechung von Hans F. K. Günther: Rassenkunde des deutschen Volkes. In: ARGB Bd. 16, S. 99–111, 1924
- Alfred Ploetz zum 70. Geburtstag. ARGB Bd. 24, viii–xv, 1930
- Die Stellung des Nationalsozialismus zur Rassenhygiene. In: ARGB Bd. 25, S. 300–308, 1931
- Menschliche Auslese und Rassenhygiene (Eugenik). 4. Auflage. München 1932 (= Menschliche Erblichkeitslehre und Rassenhygiene. Bd. 2).
- Die Rasse als Wertprinzip. Zur Erneuerung der Ethik. München 1933
- Über den Erhaltungswert der Geschlechtlichkeit. In: Zeitschrift für induktive Abstammungs- und Vererbungslehre Bd. 70, 1935, S. 448–452.
- Über Wege und Irrwege rassenkundlicher Untersuchungen. In: Zeitschrift für Morphologie und Anthropologie, Erb- und Rassenbiologie. Band 39, 1941, S. 385–413.